# Sociale luiheid
Het fenomeen sociale luiheid (Engels: 'social loafing') is een verschijnsel in de psychologie dat in 1985 beschreven is door Jeffrey Jackson en Stephen Harkins.
Het beschrijft de neiging van individuen om minder moeite te doen voor bepaalde taken als ze werken in het gezelschap van een groep, dan wanneer ze dat in hun eentje zouden moeten doen.

## Experiment
In 1913 deed de Franse landbouwkundig ingenieur en hoogleraar Max Ringelmann een onderzoek naar dit fenomeen. Dat deed hij door mensen zowel in groepen als individueel aan een touw te laten trekken. Zo ontdekte hij dat mensen die in een groep aan het touw moesten trekken minder moeite deden dan mensen die het alleen moesten doen. Dit effect is bekend geworden als het Ringelmann-effect.

## Oorzaken
- Motivatie: Individuen die over het algemeen al minder gemotiveerd zijn, zullen in een groep nog minder motivatie tonen.
- Spreiding van verantwoordelijkheid: In groepen is er gezamenlijke verantwoordelijkheid voor de uiteindelijke uitkomst van een opdracht. Zo voelt het individu dus minder eigen verantwoordelijkheid. Dit is ook te zien als een individu ooggetuige is van een persoon in nood. Het individu maakt dan minder snel aanstalten om diegene te helpen omdat er meer mensen in de omgeving zijn die het ook zien en ook zouden kunnen helpen. Dit fenomeen wordt vaak uitgelegd met het 'omstandereffect'.
- De grootte van de groep: De hoeveelheid mensen die deel uitmaken van de groep kan de 'heftigheid' van het 'social loafing'-fenomeen ook bevorderen of remmen. Als een individu in een kleine groep werkt is de productiviteit groter, omdat de deelname of het gebrek aan deelname meer invloed heeft op het eindresultaat dan deelname in een grotere groep. In een extreem geval doet een individu helemaal niets, omdat die het idee heeft dat zijn bijdrage in de grote groep toch niets uitmaakt.
- Verwachtingen: Wanneer men van teamgenoten al verwacht dat ze zich weinig zullen gaan inspannen, is er minder zin om zelf hard aan de slag te gaan, omdat er dan de angst is dat alles alleen gedaan moet worden.